# Готфрид I Шенк фон Лимпург
Готфрид I Шенк фон Лимпург (на немски: Gottfried I Schenk von Limpurg; * 1 юни 1474; † 9 април 1530) е шенк на Лимпург, господар на Лимпург-Оберзонтхайм, Аделмансфелден, Шпекфелд, Буххорн.

## Произход
Той е син на Георг II Шенк фон Лимпург († 10 май 1475) и съпругата му Маргарета фон Хоенберг-Вилдберг († 22 юни 1475), дъщеря на граф Зигмунд фон Хоенберг († пр. 1440/1486) и фрайхерин Урсула фон Рецюнс († 1477). Брат е на Георг III Шенк фон Лимпург (1470 – 1522), княжески епископ на Бамберг (1505 – 1522).
Готфрид I Шенк фон Лимпург умира на 9 април 1530 г. на 55 години и е погребан в Унтерлимпург.

## Фамилия
Готфрид I Шенк фон Лимпург I Шенк фон Лимпург се жени 1497 г. за графиня Маргарета фон Шлик цу Басано и Вайскирхен († 1538/1539), дъщеря на Хиронимус Шлик, граф фон Пасаун-Вайскирхен († юли 1491) и Маргарет фон Зелкинг. Те имат децата:
- Карл I Шенк фон Лимпург (* 4 март 1498; † 2 септември 1558), господар на Шпекфелд, женен I. на 7 юни 1523 г. в Арнщат за графиня Отилия фон Шварцбург-Бланкенбург († 11 септември 1495; † 20 юни 1542), II. 1543 г. за графиня Аделхайд фон Кирбург († 12 октомври 1580)
- Готфрид фон Лимпург-Оберзонтхайм (1499 – 150?)
- Анна фон Лимпург-Оберзонтхайм (1500 – 1536), омъжена за граф Лудвиг II фон Льовенщайн (* 28 април 1498; † 1536)
- Еразмус I Шенк фон Лимпург (* 14 януари 1502; † 25 февруари 1553), господар на Оберзонтхайм, женен 1533 г. за графиня Анна фон Лодрон († 12 ноември 1556)
- София фон Лимпург-Оберзонтхайм (* 2 януари 1509 – ?), омъжена за Венцеслаус фон Коловрат
- Филип фон Лимпург (* 3 февруари 1513/1515; † 8 октомври 1545, Вюрцбург)
- Вилхелм Готфрид фон Лимпург-Оберзонтхайм